# 卡尔兰蒂诺
卡尔兰蒂诺（義大利語：Carlantino），是意大利福贾省的一个市镇。总面积34.25平方公里，人口1095人，人口密度32.0人/平方公里（2009年）。ISTAT代码为071011。